# Тур WTA 1975
Тур WTA 1975 тривав з грудня 1974 до грудня 1975 року та містив 49 турнірів.
Тур був поділений на дві серії: Virginia Slims Circuit (11-тижневий тур Сполученими Штатами) і Woman's International Grand Prix.

## Графік
Нижче наведено повний розклад  турнірів сезону, включаючи перелік тенісистів, які дійшли на турнірах щонайменше до чвертьфіналу.
Позначення
| Турніри Великого шолома          |
| Virginia Slims championships     |
| Virginia Slims Circuit           |
| Women's International Grand Prix |
| Турніри поза серіями             |
| Командні змагання                |

### Грудень (1974)
| Тиждень             | Турнір | Чемпіонки                                 | Фіналістки                   | Півфіналістки               | Чвертьфіналістки                                              |
| ------------------- | --- | ----------------------------------------- | ---------------------------- | --------------------------- | ------------------------------------------------------------- |
| 23 грудня 30 грудня | Відкритий чемпіонат Австралії з тенісу Мельбурн, Австралія Grand Slam Трава – 56S/24D Одиночний розряд – Парний розряд | Івонн Гулагонг-Коулі 6–3, 6–2             | Мартіна Навратілова          | Наталія Чмирьова Сью Баркер | Маргарет Корт Крістін Метісон Савамацу Кадзуко Ольга Морозова |
| 23 грудня 30 грудня | Відкритий чемпіонат Австралії з тенісу Мельбурн, Австралія Grand Slam Трава – 56S/24D Одиночний розряд – Парний розряд | Івонн Гулагонг-Коулі Пеггі Мічел 7–6, 7–6 | Маргарет Корт Ольга Морозова | Наталія Чмирьова Сью Баркер | Маргарет Корт Крістін Метісон Савамацу Кадзуко Ольга Морозова |

### Січень
| Тиждень  | Турнір | Чемпіонки                                         | Фіналістки                    | Півфіналістки                      | Чвертьфіналістки                                          |
| -------- | --- | ------------------------------------------------- | ----------------------------- | ---------------------------------- | --------------------------------------------------------- |
| 6 січня  | Virginia Slims of San Francisco San Francisco, США Virginia Slims $75,000 – Тверде – 32S/8D Одиночний розряд – Парний розряд    | Кріс Еверт 6–1, 6–1                               | Біллі Джин Кінг               | Мартіна Навратілова Вірджинія Вейд | Сью Стап Ненсі Річі Джулі Гелдман Франсуаз Дюрр           |
| 6 січня  | Virginia Slims of San Francisco San Francisco, США Virginia Slims $75,000 – Тверде – 32S/8D Одиночний розряд – Парний розряд    | Кріс Еверт Біллі Джин Кінг 6–2, 7–5               | Розмарі Касалс Вірджинія Вейд | Мартіна Навратілова Вірджинія Вейд | Сью Стап Ненсі Річі Джулі Гелдман Франсуаз Дюрр           |
| 6 січня  | New Zealand Open Championships Окленд (Нова Зеландія), Нова Зеландія Турнір поза серіями Трава Одиночний розряд – Парний розряд | Івонн Гулагонг-Коулі 6–2, 7–5                     | Лінда Моттрем                 | Сью Баркер Сісі Мартінес           | Глініс Коулс Мішель Ґюрдал Лора Дюпонт Венді Тернбулл     |
| 6 січня  | New Zealand Open Championships Окленд (Нова Зеландія), Нова Зеландія Турнір поза серіями Трава Одиночний розряд – Парний розряд | Івонн Гулагонг-Коулі Венді Тернбулл 6–3, 4–6, 6–4 | Лора Дюпонт Сісі Мартінес     | Сью Баркер Сісі Мартінес           | Глініс Коулс Мішель Ґюрдал Лора Дюпонт Венді Тернбулл     |
| 13 січня | Virginia Slims of Sarasota Сарасота, США Virginia Slims $75,000 – Килим (i) – 32S Одиночний розряд – Парний розряд              | Біллі Джин Кінг 6–2, 6–3                          | Кріс Еверт                    | Вірджинія Вейд Джулі Гелдман       | Ракель Хіскафре Ненсі Річі Керрі Мелвілл Венді Овертон    |
| 13 січня | Virginia Slims of Sarasota Сарасота, США Virginia Slims $75,000 – Килим (i) – 32S Одиночний розряд – Парний розряд              | Кріс Еверт Біллі Джин Кінг 6–2, 7–5               | Бетті Стеве Вірджинія Вейд    | Вірджинія Вейд Джулі Гелдман       | Ракель Хіскафре Ненсі Річі Керрі Мелвілл Венді Овертон    |
| 20 січня | Moscow Open Moscow, Росія Турнір поза серіями Draw                                                                              | Ольга Морозова 6–0, 1–6, 6–4                      | Олена Гранатурова             | Наталія Чмирьова Lydia Zinkevich   | N/A                                                       |
| 27 січня | Virginia Slims of Washington Washington, D.C., США Virginia Slims $75,000 – Тверде – 32S/8D Одиночний розряд – Парний розряд    | Мартіна Навратілова 6–3, 6–1                      | Керрі Мелвілл                 | Вірджинія Вейд Маргарет Корт       | Кріс Еверт Валері Зігенфусс Джанет Ньюберрі Венді Овертон |
| 27 січня | Virginia Slims of Washington Washington, D.C., США Virginia Slims $75,000 – Тверде – 32S/8D Одиночний розряд – Парний розряд    | Франсуаз Дюрр Бетті Стеве 6–3, 6–4                | Гелен Гурлей Керрі Мелвілл    | Вірджинія Вейд Маргарет Корт       | Кріс Еверт Валері Зігенфусс Джанет Ньюберрі Венді Овертон |

### Лютий
| Тиждень   | Турнір | Чемпіонки                                    | Фіналістки                     | Півфіналістки                     | Чвертьфіналістки                                             |
| --------- | --- | -------------------------------------------- | ------------------------------ | --------------------------------- | ------------------------------------------------------------ |
| 3 лютого  | Virginia Slims of Akron Акрон (Огайо), США Virginia Slims $75,000 – Килим (i) – 32S Одиночний розряд – Парний розряд | Кріс Еверт 6–4, 3–6, 6–3                     | Маргарет Корт                  | Вірджинія Вейд Ольга Морозова     | Мартіна Навратілова Міма Яушовець Ненсі Річі Джулі Гелдман   |
| 3 лютого  | Virginia Slims of Akron Акрон (Огайо), США Virginia Slims $75,000 – Килим (i) – 32S Одиночний розряд – Парний розряд | Франсуаз Дюрр Бетті Стеве 7–5, 7–6           | Кріс Еверт Мартіна Навратілова | Вірджинія Вейд Ольга Морозова     | Мартіна Навратілова Міма Яушовець Ненсі Річі Джулі Гелдман   |
| 10 лютого | Virginia Slims of Chicago Чикаго, США Virginia Slims $75,000 – Тверде – 32S/10D Одиночний розряд – Парний розряд     | Маргарет Корт 6–3, 3–6, 6–2                  | Мартіна Навратілова            | Кріс Еверт Венді Овертон          | Джулі Гелдман Ольга Морозова Ненсі Річі Івонн Гулагонг-Коулі |
| 10 лютого | Virginia Slims of Chicago Чикаго, США Virginia Slims $75,000 – Тверде – 32S/10D Одиночний розряд – Парний розряд     | Кріс Еверт Мартіна Навратілова 6–2, 7–5      | Маргарет Корт Ольга Морозова   | Кріс Еверт Венді Овертон          | Джулі Гелдман Ольга Морозова Ненсі Річі Івонн Гулагонг-Коулі |
| 17 лютого | Virginia Slims of Detroit Детройт, США Virginia Slims $75,000 – Килим (i) – 32S Одиночний розряд – Парний розряд     | Івонн Гулагонг-Коулі 6–3, 3–6, 6–3           | Маргарет Корт                  | Мартіна Навратілова Франсуаз Дюрр | Марсі Луї Бетті Стеве Ольга Морозова Ракель Хіскафре         |
| 17 лютого | Virginia Slims of Detroit Детройт, США Virginia Slims $75,000 – Килим (i) – 32S Одиночний розряд – Парний розряд     | Леслі Гант Мартіна Навратілова 2–6, 7–5, 6–2 | Франсуаз Дюрр Бетті Стеве      | Мартіна Навратілова Франсуаз Дюрр | Марсі Луї Бетті Стеве Ольга Морозова Ракель Хіскафре         |

### Березень
| Тиждень    | Турнір | Чемпіонки                                            | Фіналістки                          | Півфіналістки                                   | Чвертьфіналістки                                                                     |
| ---------- | --- | ---------------------------------------------------- | ----------------------------------- | ----------------------------------------------- | ------------------------------------------------------------------------------------ |
| 3 березня  | Virginia Slims of Boston Бостон, США Virginia Slims $75,000 – Килим (i) – 32S/12D Одиночний розряд – Парний розряд            | Мартіна Навратілова 6–2, 4–6, 6–3                    | Івонн Гулагонг-Коулі                | Маргарет Корт Кріс Еверт                        | Гелен Гурлей Вірджинія Вейд Ольга Морозова Джулі Гелдман                             |
| 3 березня  | Virginia Slims of Boston Бостон, США Virginia Slims $75,000 – Килим (i) – 32S/12D Одиночний розряд – Парний розряд            | Розмарі Касалс Біллі Джин Кінг 6–3, 6–4              | Кріс Еверт Мартіна Навратілова      | Маргарет Корт Кріс Еверт                        | Гелен Гурлей Вірджинія Вейд Ольга Морозова Джулі Гелдман                             |
| 10 березня | Virginia Slims of Houston Х'юстон, США Virginia Slims $75,000 – Килим (i) – 32S/12D Одиночний розряд – Парний розряд          | Кріс Еверт 6–3, 6–2                                  | Маргарет Корт                       | Ольга Морозова Івонн Гулагонг-Коулі             | Франсуаз Дюрр Вірджинія Вейд Лора Дюпонт Мона Шалло                                  |
| 10 березня | Virginia Slims of Houston Х'юстон, США Virginia Slims $75,000 – Килим (i) – 32S/12D Одиночний розряд – Парний розряд          | Франсуаз Дюрр Бетті Стеве 2–6, 6–3, 7–6(5–2)         | Івонн Гулагонг-Коулі Вірджинія Вейд | Ольга Морозова Івонн Гулагонг-Коулі             | Франсуаз Дюрр Вірджинія Вейд Лора Дюпонт Мона Шалло                                  |
| 17 березня | Virginia Slims of Dallas Даллас, США Virginia Slims $75,000 – Килим (i) – 32S/10D Одиночний розряд – Парний розряд            | Вірджинія Вейд 2–6, 7–6(5–3), 4–3 ret.               | Мартіна Навратілова                 | Франсуаз Дюрр Івонн Гулагонг-Коулі              | Террі Голледей Ольга Морозова Сью Стап Джулі Гелдман                                 |
| 17 березня | Virginia Slims of Dallas Даллас, США Virginia Slims $75,000 – Килим (i) – 32S/10D Одиночний розряд – Парний розряд            | Франсуаз Дюрр Бетті Стеве 7–6(5–4), 6–2              | Мона Шалло Джулі Ентоні             | Франсуаз Дюрр Івонн Гулагонг-Коулі              | Террі Голледей Ольга Морозова Сью Стап Джулі Гелдман                                 |
| 24 березня | Virginia Slims of Philadelphia Філадельфія, США Virginia Slims $75,000 – Килим (i) – 32S/11D Одиночний розряд – Парний розряд | Вірджинія Вейд 7–6, 6–4                              | Кріс Еверт                          | Біллі Джин Кінг Мартіна Навратілова             | Венді Овертон Івонн Гулагонг-Коулі Ольга Морозова Ненсі Річі                         |
| 24 березня | Virginia Slims of Philadelphia Філадельфія, США Virginia Slims $75,000 – Килим (i) – 32S/11D Одиночний розряд – Парний розряд | Івонн Гулагонг-Коулі Бетті Стеве 4–6, 6–4, 7–6(5–3)  | Розмарі Касалс Біллі Джин Кінг      | Біллі Джин Кінг Мартіна Навратілова             | Венді Овертон Івонн Гулагонг-Коулі Ольга Морозова Ненсі Річі                         |
| 31 березня | Virginia Slims Championships Лос-Анджелес, США Фінал туру $150,000 – Килим (i) – 16S (8RR) Одиночний розряд – Парний розряд   | Кріс Еверт 6–4, 6–2                                  | Мартіна Навратілова                 | Вірджинія Вейд (3rd) Івонн Гулагонг-Коулі (4th) | Раунд-robin Gold Group Ольга Морозова Марсі Луї Green Group Джулі Гелдман Мона Шалло |
| 31 березня | Virginia Slims Championships Лос-Анджелес, США Фінал туру $150,000 – Килим (i) – 16S (8RR) Одиночний розряд – Парний розряд   | Маргарет Корт Вірджинія Вейд 6–7(2–5), 7–6(5–2), 6–2 | Розмарі Касалс Біллі Джин Кінг      | Вірджинія Вейд (3rd) Івонн Гулагонг-Коулі (4th) | Раунд-robin Gold Group Ольга Морозова Марсі Луї Green Group Джулі Гелдман Мона Шалло |

### Квітень
| Тиждень   | Турнір | Чемпіонки                                         | Фіналістки                     | Півфіналістки                                                | Чвертьфіналістки                                                                                              |
| --------- | --- | ------------------------------------------------- | ------------------------------ | ------------------------------------------------------------ | --- |
| 7 квітня  | Bridgestone Doubles Токіо, Японія Women's International Grand Prix $100,000 – Килим (i) – 32S/16D Draw                              | Маргарет Корт Вірджинія Вейд 6–7, 7–6, 6-2        | Розмарі Касалс Біллі Джин Кінг | Леслі Гант / Мартіна Навратілова Франсуаз Дюрр / Бетті Стеве | Брігітт Куйперс / Гелен Гурлей Джулі Ентоні / Мона Шалло Джулі Гелдман / Сью Стап Лора Дюпонт / Пем Тігуарден |
| 14 квітня | Four Woman L'Eggs World Series Остін (Техас), США Турнір поза серіями $100,000 – Тверде – 4S Draw                                   | Кріс Еверт 4–6, 6–3, 7–6(5–2)                     | Біллі Джин Кінг                | Івонн Гулагонг-Коулі (3rd) Ольга Морозова (4th)              | N/A |
| 21 квітня | Family Circle Cup Амелія (острів), США Women's International Grand Prix $150,000 – Ґрунт – 32S/16D Одиночний розряд – Парний розряд | Кріс Еверт 7–5, 6–4                               | Мартіна Навратілова            | Івонн Гулагонг-Коулі Ольга Морозова                          | Франсуаз Дюрр Вірджинія Вейд Марсі Луї Джулі Гелдман                                                          |
| 21 квітня | Family Circle Cup Амелія (острів), США Women's International Grand Prix $150,000 – Ґрунт – 32S/16D Одиночний розряд – Парний розряд | Івонн Гулагонг-Коулі Вірджинія Вейд 4–6, 6–4, 6–2 | Розмарі Касалс Ольга Морозова  | Івонн Гулагонг-Коулі Ольга Морозова                          | Франсуаз Дюрр Вірджинія Вейд Марсі Луї Джулі Гелдман                                                          |

### Травень
| Тиждень   | Турнір | Чемпіонки                                  | Фіналістки                     | Півфіналістки                     | Чвертьфіналістки                                                                                          |
| --------- | --- | ------------------------------------------ | ------------------------------ | --------------------------------- | --- |
| 5 травня  | Federation Cup Екс-ан-Прованс, Франція Federation Cup Ґрунт – 31 teams knockout                                                  | Чехословаччина · 3–0                       | Австралія                      | Сполучені Штати Америки · Франція | Італія · Південно-Африканська Республіка · Велика Британія · Федеративна Республіка Німеччина (1949—1990) |
| 12 травня | British Hard Court Championships Борнмут, Great Britain Турнір поза серіями Тверде Одиночний розряд – Парний розряд              | Джанет Ньюберрі 7–9, 7–5, 6–3              | Террі Голледей                 | Венді Джилкріст Діанне Фромгольтц | Мішелл Тайлер Rowena Whitehouse Леслі Чарлз Савамацу Кадзуко                                              |
| 12 травня | British Hard Court Championships Борнмут, Great Britain Турнір поза серіями Тверде Одиночний розряд – Парний розряд              | Леслі Чарлз С'ю Меппін 6–3, 6–3            | Лінкі Бошофф Грір Стівенс      | Венді Джилкріст Діанне Фромгольтц | Мішелл Тайлер Rowena Whitehouse Леслі Чарлз Савамацу Кадзуко                                              |
| 19 травня | Grand Prix German Open Гамбург, West Німеччина Women's International Grand Prix $30,000 – Ґрунт Одиночний розряд – Парний розряд | Рената Томанова 6–4, 6–7(5–7), 10–8        | Савамацу Кадзуко               | Іріс Рідель-Кюн Міма Яушовець     | Гельга Мастгофф Лінкі Бошофф Джанет Ньюберрі Лені Калігіс                                                 |
| 19 травня | Grand Prix German Open Гамбург, West Німеччина Women's International Grand Prix $30,000 – Ґрунт Одиночний розряд – Парний розряд | Діанне Фромгольтц Рената Томанова 6–3, 6–2 | Пауліна Пелед Савамацу Кадзуко | Іріс Рідель-Кюн Міма Яушовець     | Гельга Мастгофф Лінкі Бошофф Джанет Ньюберрі Лені Калігіс                                                 |
| 26 травня | Internazionali d'Italia Rome, Італія Women's International Grand Prix $30,000 – Ґрунт Одиночний розряд – Парний розряд           | Кріс Еверт 6–1, 6–0                        | Мартіна Навратілова            | Міма Яушовець Діанне Фромгольтц   | Фйорелла Бонічеллі Гельга Мастгофф Катя Еббінгаус Лінкі Бошофф                                            |
| 26 травня | Internazionali d'Italia Rome, Італія Women's International Grand Prix $30,000 – Ґрунт Одиночний розряд – Парний розряд           | Кріс Еверт Мартіна Навратілова 6–1, 6–2    | Сью Баркер Глініс Коулс        | Міма Яушовець Діанне Фромгольтц   | Фйорелла Бонічеллі Гельга Мастгофф Катя Еббінгаус Лінкі Бошофф                                            |

### Червень
| Тиждень             | Турнір | Чемпіонки                                   | Фіналістки                       | Півфіналістки                  | Чвертьфіналістки                                              |
| ------------------- | --- | ------------------------------------------- | -------------------------------- | ------------------------------ | ------------------------------------------------------------- |
| 2 червня            | Відкритий чемпіонат Франції з тенісу Paris, Франція Grand Slam Ґрунт (Red) – 64S/64Q/22D/24X Одиночний розряд – Парний розряд – Мікст | Кріс Еверт 2–6, 6–2, 6–1                    | Мартіна Навратілова              | Джанет Ньюберрі Ольга Морозова | Донна Ганз Ева Сабо Ракель Хіскафре Савамацу Кадзуко          |
| 2 червня            | Відкритий чемпіонат Франції з тенісу Paris, Франція Grand Slam Ґрунт (Red) – 64S/64Q/22D/24X Одиночний розряд – Парний розряд – Мікст | Кріс Еверт Мартіна Навратілова 6–3, 6–2     | Джулі Ентоні Ольга Морозова      | Джанет Ньюберрі Ольга Морозова | Донна Ганз Ева Сабо Ракель Хіскафре Савамацу Кадзуко          |
| 2 червня            | Відкритий чемпіонат Франції з тенісу Paris, Франція Grand Slam Ґрунт (Red) – 64S/64Q/22D/24X Одиночний розряд – Парний розряд – Мікст | Фйорелла Бонічеллі Томас Кош 6–4, 7–6       | Пем Тігуарден Хайме Фійоль       | Джанет Ньюберрі Ольга Морозова | Донна Ганз Ева Сабо Ракель Хіскафре Савамацу Кадзуко          |
| 16 червня           | Eastbourne International Істборн, Great Britain Women's International Grand Prix $25,000 – Трава Одиночний розряд – Парний розряд     | Вірджинія Вейд 7–5, 4–6, 6–4                | Біллі Джин Кінг                  | Розмарі Касалс Ольга Морозова  | Гелена Анліот Пем Тігуарден Глініс Коулс Лінкі Бошофф         |
| 16 червня           | Eastbourne International Істборн, Great Britain Women's International Grand Prix $25,000 – Трава Одиночний розряд – Парний розряд     | Джулі Ентоні Ольга Морозова 6–2, 6–4        | Івонн Гулагонг-Коулі Пеггі Мічел | Розмарі Касалс Ольга Морозова  | Гелена Анліот Пем Тігуарден Глініс Коулс Лінкі Бошофф         |
| 23 червня 30 червня | Вімблдонський турнір London, Great Britain Grand Slam Трава – 96S/48D/64X Одиночний розряд – Парний розряд – Мікст                    | Біллі Джин Кінг 6–0, 6–1                    | Івонн Гулагонг-Коулі             | Кріс Еверт Маргарет Корт       | Бетті Стеве Ольга Морозова Вірджинія Вейд Мартіна Навратілова |
| 23 червня 30 червня | Вімблдонський турнір London, Great Britain Grand Slam Трава – 96S/48D/64X Одиночний розряд – Парний розряд – Мікст                    | Енн Кійомура Савамацу Кадзуко 7–5, 1–6, 7–5 | Франсуаз Дюрр Бетті Стеве        | Кріс Еверт Маргарет Корт       | Бетті Стеве Ольга Морозова Вірджинія Вейд Мартіна Навратілова |
| 23 червня 30 червня | Вімблдонський турнір London, Great Britain Grand Slam Трава – 96S/48D/64X Одиночний розряд – Парний розряд – Мікст                    | Маргарет Корт Марті Ріссен 6–4, 7–5         | Бетті Стеве Аллан Стоун          | Кріс Еверт Маргарет Корт       | Бетті Стеве Ольга Морозова Вірджинія Вейд Мартіна Навратілова |

### Липень
| Тиждень  | Турнір                                                                                             | Чемпіонки                              | Фіналістки                         | Півфіналістки                    | Чвертьфіналістки                                                      |
| -------- | -------------------------------------------------------------------------------------------------- | -------------------------------------- | ---------------------------------- | -------------------------------- | --------------------------------------------------------------------- |
| 7 липня  | Swedish Open Бостад, Швеція Турнір поза серіями Ґрунт Одиночний розряд – Парний розряд             | Сью Баркер 6–4, 6–0                    | Гельга Мастгофф                    | Міммі Вікстедт Пем Тігуарден     | Гелена Анліот Ракель Хіскафре Лотта Стенберг Крістіна Сандберг        |
| 7 липня  | Swedish Open Бостад, Швеція Турнір поза серіями Ґрунт Одиночний розряд – Парний розряд             | Джанет Ньюберрі Пем Тігуарден 6–3, 6–3 | Фйорелла Бонічеллі Ракель Хіскафре | Міммі Вікстедт Пем Тігуарден     | Гелена Анліот Ракель Хіскафре Лотта Стенберг Крістіна Сандберг        |
| 14 липня | Austrian Open (теніс) Кіцбюель, Австрія Турнір поза серіями Ґрунт Одиночний розряд – Парний розряд | Сью Баркер 6–4, 6–4                    | Пем Тігуарден                      | Катя Еббінгаус Діанне Фромгольтц | Фйорелла Бонічеллі Ракель Хіскафре Маріе Пінтерова Marketa Wallenfels |
| 14 липня | Austrian Open (теніс) Кіцбюель, Австрія Турнір поза серіями Ґрунт Одиночний розряд – Парний розряд | Сью Баркер Пем Тігуарден 6–4, 6–3      | Фйорелла Бонічеллі Ракель Хіскафре | Катя Еббінгаус Діанне Фромгольтц | Фйорелла Бонічеллі Ракель Хіскафре Маріе Пінтерова Marketa Wallenfels |

### Серпень
| Тиждень             | Турнір | Чемпіонки                                                  | Фіналістки                     | Півфіналістки                             | Чвертьфіналістки                                             |
| ------------------- | --- | ---------------------------------------------------------- | ------------------------------ | ----------------------------------------- | ------------------------------------------------------------ |
| 4 серпня            | U.S. Clay Court Championships Індіанаполіс, США Women's International Grand Prix $30,000 – Ґрунт Одиночний розряд – Парний розряд | Кріс Еверт 6–3, 6–4                                        | Діанне Фромгольтц              | Ненсі Річі Катя Еббінгаус                 | Донна Ганз Джанет Ньюберрі Іріс Рідель-Кюн Джулі Гелдман     |
| 4 серпня            | U.S. Clay Court Championships Індіанаполіс, США Women's International Grand Prix $30,000 – Ґрунт Одиночний розряд – Парний розряд | Фйорелла Бонічеллі Ісабель Фернандес де Сото 3–6, 7–5, 6–3 | Гейл Шанфро Джулі Гелдман      | Ненсі Річі Катя Еббінгаус                 | Донна Ганз Джанет Ньюберрі Іріс Рідель-Кюн Джулі Гелдман     |
| 11 серпня           | Rothmans Canadian Open Торонто, Канада Women's International Grand Prix $30,000 – Ґрунт Одиночний розряд – Парний розряд          | Марсі Луї 6–1, 4–6, 6–4                                    | Лора Дюпонт                    | Ісабель Фернандес де Сото Лінкі Бошофф    | Маргарет Корт Джулі Ентоні Тіне Зван Джулі Гелдман           |
| 11 серпня           | Rothmans Canadian Open Торонто, Канада Women's International Grand Prix $30,000 – Ґрунт Одиночний розряд – Парний розряд          | Джулі Ентоні Маргарет Корт 6–2, 6–4                        | Джоанн Расселл Джейн Страттон  | Ісабель Фернандес де Сото Лінкі Бошофф    | Маргарет Корт Джулі Ентоні Тіне Зван Джулі Гелдман           |
| 18 серпня           | South Orange Classic Саут-Орандж (Нью-Джерсі), США Турнір поза серіями Ґрунт Одиночний розряд – Парний розряд                     | Вірджинія Рузіч 6–1, 6–1                                   | Маріана Сіміонеску             | Рута Герулайтіс Крістін Шоу               | Грір Стівенс Мімі Канарек Кеті Мей Кетлін Гартер             |
| 18 серпня           | South Orange Classic Саут-Орандж (Нью-Джерсі), США Турнір поза серіями Ґрунт Одиночний розряд – Парний розряд                     | Крістін Шоу Грір Стівенс Walkover                          | Кетлін Гартер Кеті Мей         | Рута Герулайтіс Крістін Шоу               | Грір Стівенс Мімі Канарек Кеті Мей Кетлін Гартер             |
| 18 серпня           | Medi-Quik Open Нью-Йорк, США Women's International Grand Prix $75,000 – Ґрунт Одиночний розряд – Парний розряд                    | Кріс Еверт 6–0, 6–1                                        | Вірджинія Вейд                 | 3rd: Маргарет Корт 4th: Діанне Фромгольтц | Мона Шалло Іріс Рідель-Кюн Пем Тігуарден Мартіна Навратілова |
| 18 серпня           | Medi-Quik Open Нью-Йорк, США Women's International Grand Prix $75,000 – Ґрунт Одиночний розряд – Парний розряд                    | Кріс Еверт Мартіна Навратілова 7–5, 6–7, 6–4               | Маргарет Корт Вірджинія Вейд   | 3rd: Маргарет Корт 4th: Діанне Фромгольтц | Мона Шалло Іріс Рідель-Кюн Пем Тігуарден Мартіна Навратілова |
| 25 серпня 1 вересня | Відкритий чемпіонат США з тенісу Нью-Йорк, США Grand Slam Ґрунт – 64S/32D/32X Одиночний розряд – Парний розряд – Мікст            | Кріс Еверт 5–7, 6–4, 6–2                                   | Івонн Гулагонг-Коулі           | Мартіна Навратілова Вірджинія Вейд        | Керрі Мелвілл Маргарет Корт Савамацу Кадзуко Катя Еббінгаус  |
| 25 серпня 1 вересня | Відкритий чемпіонат США з тенісу Нью-Йорк, США Grand Slam Ґрунт – 64S/32D/32X Одиночний розряд – Парний розряд – Мікст            | Маргарет Корт Вірджинія Вейд 7–5, 2–6, 7–6                 | Розмарі Касалс Біллі Джин Кінг | Мартіна Навратілова Вірджинія Вейд        | Керрі Мелвілл Маргарет Корт Савамацу Кадзуко Катя Еббінгаус  |
| 25 серпня 1 вересня | Відкритий чемпіонат США з тенісу Нью-Йорк, США Grand Slam Ґрунт – 64S/32D/32X Одиночний розряд – Парний розряд – Мікст            | Розмарі Касалс Дік Стоктон 6–3, 6–7, 6–3                   | Біллі Джин Кінг Фред Столл     | Мартіна Навратілова Вірджинія Вейд        | Керрі Мелвілл Маргарет Корт Савамацу Кадзуко Катя Еббінгаус  |

### Вересень
| Тиждень    | Турнір | Чемпіонки                                    | Фіналістки                         | Півфіналістки                                   | Чвертьфіналістки                                          |
| ---------- | --- | -------------------------------------------- | ---------------------------------- | ----------------------------------------------- | --------------------------------------------------------- |
| 8 вересня  | World Invitational Classic Гілтон-Гед-Айленд (Південна Кароліна), USA Турнір поза серіями Ґрунт Draw                        | Кріс Еверт 6–1, 6–1                          | Івонн Гулагонг-Коулі               | Розмарі Касалс Вірджинія Вейд                   |                                                           |
| 15 вересня | Little Mo Classic Атланта, США Women's International Grand Prix $60,000 – Тверде Одиночний розряд – Парний розряд           | Кріс Еверт 2–6, 6–2, 6–0                     | Мартіна Навратілова                | Франсуаз Дюрр Вірджинія Вейд                    | Брігітт Куйперс Террі Голледей Марина Крошина Керрі Меєр  |
| 15 вересня | Little Mo Classic Атланта, США Women's International Grand Prix $60,000 – Тверде Одиночний розряд – Парний розряд           | Кріс Еверт Мартіна Навратілова 6–4, 5–7, 6–2 | Франсуаз Дюрр Бетті Стеве          | Франсуаз Дюрр Вірджинія Вейд                    | Брігітт Куйперс Террі Голледей Марина Крошина Керрі Меєр  |
| 22 вересня | Majestic Tournament Денвер, США Women's International Grand Prix $60,000 – Тверде (i) Одиночний розряд – Парний розряд      | Мартіна Навратілова 4–6, 6–4, 6–3            | Керрі Меєр                         | 3rd: Ненсі Річі 4th: Сью Баркер                 | Франсуаз Дюрр Розмарі Касалс Террі Голледей Синтія Дорнер |
| 22 вересня | Majestic Tournament Денвер, США Women's International Grand Prix $60,000 – Тверде (i) Одиночний розряд – Парний розряд      | Франсуаз Дюрр Бетті Стеве 3–6, 6–1, 7–6      | Розмарі Касалс Мартіна Навратілова | 3rd: Ненсі Річі 4th: Сью Баркер                 | Франсуаз Дюрр Розмарі Касалс Террі Голледей Синтія Дорнер |
| 29 вересня | Mission Viejo Tournament Мішн-В'єхо, США Women's International Grand Prix $60,000 – Тверде Одиночний розряд – Парний розряд | Кріс Еверт 6–1, 6–3                          | Синтія Дорнер                      | 3rd: Мартіна Навратілова 4th: Діанне Фромгольтц | Тіне Зван Бетті-Енн Стюарт Керрі Меєр Сью Баркер          |
| 29 вересня | Mission Viejo Tournament Мішн-В'єхо, США Women's International Grand Prix $60,000 – Тверде Одиночний розряд – Парний розряд | Кріс Еверт Мартіна Навратілова 6–3, 7–5      | Gail Glasgow Бетті-Енн Стюарт      | 3rd: Мартіна Навратілова 4th: Діанне Фромгольтц | Тіне Зван Бетті-Енн Стюарт Керрі Меєр Сью Баркер          |

### Жовтень
| Тиждень   | Турнір | Чемпіонки                               | Фіналістки                          | Півфіналістки                               | Чвертьфіналістки                                       |
| --------- | --- | --------------------------------------- | ----------------------------------- | ------------------------------------------- | ------------------------------------------------------ |
| 6 жовтня  | Thunderbird Classic Фінікс, США Women's International Grand Prix $60,000 – Тверде Одиночний розряд – Парний розряд      | Ненсі Річі 4–6, 7–5, 6–4                | Вірджинія Вейд                      | 3rd: Мартіна Навратілова 4th: Франсуаз Дюрр | Лора Дюпонт Валері Зігенфусс Енн Кійомура Лінкі Бошофф |
| 6 жовтня  | Thunderbird Classic Фінікс, США Women's International Grand Prix $60,000 – Тверде Одиночний розряд – Парний розряд      | Франсуаз Дюрр Бетті Стеве 6–7, 6–4, 6–0 | Розмарі Касалс Мартіна Навратілова  | 3rd: Мартіна Навратілова 4th: Франсуаз Дюрр | Лора Дюпонт Валері Зігенфусс Енн Кійомура Лінкі Бошофф |
| 13 жовтня | Orlando Open Орландо, США Women's International Grand Prix $60,000 – Тверде Одиночний розряд – Парний розряд            | Кріс Еверт Walkover                     | Мартіна Навратілова                 | Розмарі Касалс Кеті Кюйкендалл              | Лінкі Бошофф Бетсі Нагелсен Рейні Фокс Донна Ганз      |
| 13 жовтня | Orlando Open Орландо, США Women's International Grand Prix $60,000 – Тверде Одиночний розряд – Парний розряд            | Розмарі Касалс Венді Овертон Walkover   | Кріс Еверт Мартіна Навратілова      | Розмарі Касалс Кеті Кюйкендалл              | Лінкі Бошофф Бетсі Нагелсен Рейні Фокс Донна Ганз      |
| 20 жовтня | US Indoors Шарлотт (Вермонт), США Турнір поза серіями Ґрунт Draw                                                        | Мартіна Навратілова 4–6, 6–2, 7–5       | Івонн Гулагонг-Коулі                | Бетті Стеве Франсуаз Дюрр                   |                                                        |
| 20 жовтня | US Indoors Шарлотт (Вермонт), США Турнір поза серіями Ґрунт Draw                                                        | Розмарі Касалс Біллі Джин Кінг          |                                     | Бетті Стеве Франсуаз Дюрр                   |                                                        |
| 27 жовтня | Stockholm Open Стокгольм, Швеція Women's International Grand Prix $30,000 – Тверде (i) Одиночний розряд – Парний розряд | Вірджинія Вейд 6–3, 4–6, 7–5            | Франсуаз Дюрр                       | Розмарі Касалс Террі Голледей               | Марсі Луї Наталія Чмирьова Бетті Стеве Інгрід Бентцер  |
| 27 жовтня | Stockholm Open Стокгольм, Швеція Women's International Grand Prix $30,000 – Тверде (i) Одиночний розряд – Парний розряд | Франсуаз Дюрр Бетті Стеве 6–3, 6–4      | Івонн Гулагонг-Коулі Вірджинія Вейд | Розмарі Касалс Террі Голледей               | Марсі Луї Наталія Чмирьова Бетті Стеве Інгрід Бентцер  |

### Листопад
| Тиждень      | Турнір | Чемпіонки                               | Фіналістки                          | Півфіналістки                                                          | Чвертьфіналістки                                                      |
| ------------ | --- | --------------------------------------- | ----------------------------------- | ---------------------------------------------------------------------- | --------------------------------------------------------------------- |
| 3 листопада  | French Indoors Paris, Франція Women's International Grand Prix Тверде (i) Одиночний розряд – Парний розряд                                      | Вірджинія Вейд 6–1, 6–7, 9–7            | Сью Баркер                          | Глініс Коулс Бетті Стеве                                               | Івонн Гулагонг-Коулі Розмарі Касалс Гайді Айстерленер Іріс Рідель-Кюн |
| 3 листопада  | French Indoors Paris, Франція Women's International Grand Prix Тверде (i) Одиночний розряд – Парний розряд                                      | Франсуаз Дюрр Бетті Стеве 2–6, 6–0, 6–3 | Івонн Гулагонг-Коулі Вірджинія Вейд | Глініс Коулс Бетті Стеве                                               | Івонн Гулагонг-Коулі Розмарі Касалс Гайді Айстерленер Іріс Рідель-Кюн |
| 3 листопада  | Japan Open Tennis Championships Tokyo, Японія Турнір поза серіями Ґрунт Одиночний розряд – Парний розряд                                        | Савамацу Кадзуко 6–2, 3–6, 6–1          | Енн Кійомура                        | Раунд Robin Фйорелла Бонічеллі Kiyomi Nomura Венді Овертон Саде Тосіко |                                                                       |
| 3 листопада  | Japan Open Tennis Championships Tokyo, Японія Турнір поза серіями Ґрунт Одиночний розряд – Парний розряд                                        | Енн Кійомура Савамацу Кадзуко 6–2, 6–3  | Фукуока Кайоко Kiyomi Nomura        | Раунд Robin Фйорелла Бонічеллі Kiyomi Nomura Венді Овертон Саде Тосіко |                                                                       |
| 10 листопада | Dewar Cup London, Great Britain Турнір поза серіями Тверде (i) Одиночний розряд – Парний розряд                                                 | Вірджинія Вейд 6–3, 6–2                 | Івонн Гулагонг-Коулі                | Міма Яушовець Рената Томанова                                          | Дженіс Меткалф Террі Голледей Розмарі Касалс Бетті Стеве              |
| 10 листопада | Dewar Cup London, Great Britain Турнір поза серіями Тверде (i) Одиночний розряд – Парний розряд                                                 | Франсуаз Дюрр Бетті Стеве 6–4, 7–6      | Івонн Гулагонг-Коулі Вірджинія Вейд | Міма Яушовець Рената Томанова                                          | Дженіс Меткалф Террі Голледей Розмарі Касалс Бетті Стеве              |
| 17 листопада | Wightman Cup Клівленд, США Тверде (i) Team event                                                                                                | 5–2                                     | США                                 |                                                                        |                                                                       |
| 24 листопада | South African Open (теніс) Йоганнесбург, ПАР Турнір поза серіями Тверде Йоганнесбург, ПАР Турнір поза серіями Тверде South African Open (теніс) | Аннетт ван Зіль 6–3, 3–6, 6–4           | Брігітт Куйперс                     | Крістін Шоу Лінкі Бошофф                                               | Діанне Фромгольтц Дженіс Меткалф Елісон Макміллан N/A                 |

### Грудень
| Тиждень   | Турнір | Чемпіонки                                       | Фіналістки                          | Півфіналістки                  | Чвертьфіналістки                                              |
| --------- | --- | ----------------------------------------------- | ----------------------------------- | ------------------------------ | ------------------------------------------------------------- |
| 1 грудня  | South Australian Championships Аделаїда, Австралія Турнір поза серіями Трава Одиночний розряд – Парний розряд  | Сью Баркер 6–2, 6–1                             | Гельга Мастгофф                     | Dianne Berkinshaw Кріс О'Ніл   | Джан Вілтон Вівікка Андерссон Лотта Стенберг Мішелл Тайлер    |
| 1 грудня  | South Australian Championships Аделаїда, Австралія Турнір поза серіями Трава Одиночний розряд – Парний розряд  | Сью Баркер Мішелл Тайлер 7–5, 6–3               | Кім Рудделл Дженет Янг              | Dianne Berkinshaw Кріс О'Ніл   | Джан Вілтон Вівікка Андерссон Лотта Стенберг Мішелл Тайлер    |
| 8 грудня  | Dewar Cup Перт, Австралія Турнір поза серіями Трава Одиночний розряд – Парний розряд                           | Вірджинія Вейд 6–3, 6–1                         | Івонн Гулагонг-Коулі                |                                |                                                               |
| 8 грудня  | Dewar Cup Перт, Австралія Турнір поза серіями Трава Одиночний розряд – Парний розряд                           | Франсуаз Дюрр Бетті Стеве 6–4, 7–6              | Івонн Гулагонг-Коулі Вірджинія Вейд |                                |                                                               |
| 15 грудня | Western Australian Championships Перт, Австралія Турнір поза серіями Трава Одиночний розряд – Парний розряд    | Гельга Мастгофф 6–2, 3–6, 6–4                   | Леслі Боурі                         | Мішелл Тайлер Крістін Метісон  | Мішель Ґюрдал Рената Томанова Кетлін Гартер Сью Баркер        |
| 15 грудня | Western Australian Championships Перт, Австралія Турнір поза серіями Трава Одиночний розряд – Парний розряд    | Леслі Боурі Крістін Метісон 7–6, 6–3            | Сью Баркер Мішелл Тайлер            | Мішелл Тайлер Крістін Метісон  | Мішель Ґюрдал Рената Томанова Кетлін Гартер Сью Баркер        |
| 15 грудня | New South Wales Open Сідней, Австралія Women's International Grand Prix Трава Одиночний розряд – Парний розряд | Івонн Гулагонг-Коулі 6–2, 6–4                   | Сью Баркер                          | Гельга Мастгофф Венді Тернбулл | Кетлін Гартер Мішелл Тайлер Гайді Айстерленер Крістін Метісон |
| 15 грудня | New South Wales Open Сідней, Австралія Women's International Grand Prix Трава Одиночний розряд – Парний розряд | Івонн Гулагонг-Коулі Гелен Гурлей 6–3, 4–6, 6–3 | Гайді Айстерленер Гельга Мастгофф   | Гельга Мастгофф Венді Тернбулл | Кетлін Гартер Мішелл Тайлер Гайді Айстерленер Крістін Метісон |

## Статистика
Позначення
| Турніри Великого шолома          |
| Virginia Slims championships     |
| Virginia Slims Circuit           |
| Women's International Grand Prix |
| Non-Tour Турнірs                 |

### Титули здобуті тенісистками
| Всього | Гравець                                    | S | D | X | S | D | S | D | S | D | S | D | S  | D  | X |
| ------ | ------------------------------------------ | - | - | - | - | - | - | - | - | - | - | - | -- | -- | - |
| 26     | Кріс Еверт (USA)                           | ● | ● |   | ● |   | ● | ● | ● | ● | ● | ● | 15 | 11 | 0 |
| 11     | Мартіна Навратілова (TCH)                  |   | ● |   |   |   | ● | ● | ● | ● | ● |   | 4  | 7  | 0 |
| 10     | Бетті Стеве (NED)                          |   |   |   |   |   |   | ● |   | ● |   | ● | 0  | 10 | 0 |
| 9      | Івонн Гулагонг-Коулі (AUS)                 | ● | ● |   |   |   | ● | ● | ● | ● | ● | ● | 4  | 5  | 0 |
| 9      | Вірджинія Вейд (GBR)                       |   | ● |   |   | ● | ● |   | ● | ● | ● |   | 6  | 3  | 0 |
| 9      | Франсуаз Дюрр (FRA)                        |   |   |   |   |   |   | ● |   | ● |   | ● | 0  | 9  | 0 |
| 5      | Маргарет Корт (AUS)                        |   | ● | ● |   | ● | ● |   |   | ● |   |   | 1  | 3  | 1 |
| 5      | Біллі Джин Кінг (USA)                      | ● |   |   |   |   | ● | ● |   |   |   |   | 2  | 3  | 0 |
| 5      | Сью Баркер (GBR)                           |   |   |   |   |   |   |   |   |   | ● | ● | 3  | 2  | 0 |
| 4      | Розмарі Касалс (USA)                       |   |   | ● |   |   |   | ● |   | ● |   | ● | 0  | 3  | 1 |
| 3      | Савамацу Кадзуко (JPN)                     |   | ● |   |   |   |   |   |   |   | ● | ● | 1  | 2  | 0 |
| 2      | Енн Кійомура (USA)                         |   | ● |   |   |   |   |   |   |   |   | ● | 0  | 2  | 0 |
| 2      | Фйорелла Бонічеллі (URU)                   |   |   | ● |   |   |   |   |   | ● |   |   | 0  | 1  | 1 |
| 2      | Рената Томанова (TCH)                      |   |   |   |   |   |   |   | ● | ● |   |   | 0  | 2  | 0 |
| 2      | Julie Anthony Julie Anthony (tennis) (USA) |   |   |   |   |   |   |   |   | ● |   |   | 0  | 2  | 0 |
| 2      | Ольга Морозова (URS)                       |   |   |   |   |   |   |   |   | ● | ● |   | 1  | 1  | 0 |
| 2      | Джанет Ньюберрі (USA)                      |   |   |   |   |   |   |   |   |   | ● | ● | 1  | 1  | 0 |
| 2      | Пем Тігуарден (USA)                        |   |   |   |   |   |   |   |   |   |   | ● | 0  | 2  | 0 |
| 1      | Пеггі Мічел (USA)                          |   | ● |   |   |   |   |   |   |   |   |   | 0  | 1  | 0 |
| 1      | Леслі Гант (AUS)                           |   |   |   |   |   |   | ● |   |   |   |   | 0  | 1  | 0 |
| 1      | Ненсі Річі (USA)                           |   |   |   |   |   |   |   | ● |   |   |   | 1  | 0  | 0 |
| 1      | Марсі Луї (USA)                            |   |   |   |   |   |   |   | ● |   |   |   | 0  | 1  | 0 |
| 1      | Ісабель Фернандес де Сото (COL)            |   |   |   |   |   |   |   |   | ● |   |   | 0  | 1  | 0 |
| 1      | Діанне Фромгольтц (AUS)                    |   |   |   |   |   |   |   |   | ● |   |   | 0  | 1  | 0 |
| 1      | Гелен Гурлей (AUS)                         |   |   |   |   |   |   |   |   | ● |   |   | 0  | 1  | 0 |
| 1      | Венді Овертон (USA)                        |   |   |   |   |   |   |   |   | ● |   |   | 0  | 1  | 0 |
| 1      | Annette DuPlooy Annette Van Zyl (RSA)      |   |   |   |   |   |   |   |   |   | ● |   | 1  | 0  | 0 |
| 1      | Гельга Мастгофф (FRG)                      |   |   |   |   |   |   |   |   |   | ● |   | 1  | 0  | 0 |
| 1      | Вірджинія Рузіч (ROU)                      |   |   |   |   |   |   |   |   |   | ● |   | 1  | 0  | 0 |
| 1      | Леслі Боурі (AUS)                          |   |   |   |   |   |   |   |   |   |   | ● | 0  | 1  | 0 |
| 1      | Леслі Чарлз (GBR)                          |   |   |   |   |   |   |   |   |   |   | ● | 0  | 1  | 0 |
| 1      | С'ю Меппін (GBR)                           |   |   |   |   |   |   |   |   |   |   | ● | 0  | 1  | 0 |
| 1      | Chris Matison Christine Matison (AUS)      |   |   |   |   |   |   |   |   |   |   | ● | 0  | 1  | 0 |
| 1      | Крістін Шоу (USA)                          |   |   |   |   |   |   |   |   |   |   | ● | 0  | 1  | 0 |
| 1      | Грір Стівенс (RSA)                         |   |   |   |   |   |   |   |   |   |   | ● | 0  | 1  | 0 |
| 1      | Венді Тернбулл (AUS)                       |   |   |   |   |   |   |   |   |   |   | ● | 0  | 1  | 0 |
| 1      | Мішелл Тайлер (GBR)                        |   |   |   |   |   |   |   |   |   |   | ● | 0  | 1  | 0 |

### Титули за країнами
| Всього | Nation                           | S | D | X | S | D | S | D | S | D | S | D | S  | D  | X |
| ------ | -------------------------------- | - | - | - | - | - | - | - | - | - | - | - | -- | -- | - |
| 40     | США (USA)                        | 3 | 3 | 1 | 1 | 0 | 4 | 4 | 9 | 7 | 3 | 5 | 20 | 19 | 1 |
| 19     | Велика Британія (GBR)            | 0 | 1 | 0 | 0 | 1 | 2 | 5 | 3 | 1 | 3 | 3 | 8  | 11 | 0 |
| 17     | Австралія (AUS)                  | 1 | 2 | 1 | 0 | 1 | 2 | 2 | 1 | 4 | 1 | 2 | 5  | 11 | 1 |
| 13     | Чехословаччина (TCH)             | 0 | 1 | 0 | 0 | 0 | 2 | 2 | 2 | 5 | 1 | 0 | 5  | 8  | 0 |
| 10     | Нідерланди (NED)                 | 0 | 0 | 0 | 0 | 0 | 0 | 5 | 0 | 4 | 0 | 1 | 0  | 10 | 0 |
| 9      | Франція (FRA)                    | 0 | 0 | 0 | 0 | 0 | 0 | 4 | 0 | 4 | 0 | 1 | 0  | 9  | 0 |
| 3      | Японія (JPN)                     | 0 | 1 | 0 | 0 | 0 | 0 | 0 | 0 | 0 | 1 | 1 | 1  | 2  | 0 |
| 2      | Уругвай (URU)                    | 0 | 0 | 1 | 0 | 0 | 0 | 0 | 0 | 1 | 0 | 0 | 0  | 1  | 1 |
| 2      | СРСР (URS)                       | 0 | 0 | 0 | 0 | 0 | 0 | 0 | 0 | 1 | 1 | 0 | 1  | 1  | 0 |
| 2      | Південно-Африканський Союз (RSA) | 0 | 0 | 0 | 0 | 0 | 0 | 0 | 0 | 0 | 1 | 1 | 1  | 1  | 0 |
| 1      | Колумбія (COL)                   | 0 | 0 | 0 | 0 | 0 | 0 | 0 | 0 | 1 | 0 | 0 | 0  | 1  | 0 |
| 1      | Румунія (ROU)                    | 0 | 0 | 0 | 0 | 0 | 0 | 0 | 0 | 0 | 1 | 0 | 1  | 0  | 0 |
| 1      | ФРН (FRG)                        | 0 | 0 | 0 | 0 | 0 | 0 | 0 | 0 | 0 | 1 | 0 | 1  | 0  | 0 |

## Рейтинги
Нижче наведено двадцять перших на кінець року гравчинь у рейтингу WTA в одиночному розряді.
| Одиночний розряд | Одиночний розряд           |
| ---------------- | -------------------------- |
| Ранг             | Тенісистка                 |
| 1                | Кріс Еверт (USA)           |
| 2                | Вірджинія Вейд (GBR)       |
| 3                | Мартіна Навратілова (TCH)  |
| 4                | Біллі Джин Кінг (USA)      |
| 5                | Івонн Гулагонг-Коулі (AUS) |
| 6                | Маргарет Корт (AUS)        |
| 7                | Ольга Морозова (USSR)      |
| 8                | Ненсі Річі (USA)           |
| 9                | Франсуаз Дюрр (FRA)        |
| 10               | Керрі Мелвілл (AUS)        |
| 11               | Джулі Гелдман (USA)        |
| 12               | Розмарі Касалс (USA)       |
| 13               | Венді Овертон (USA)        |
| 14               | Марсі Луї (USA)            |
| 15               | Керрі Меєр (USA)           |
| 16               | Савамацу Кадзуко (JPN)     |
| 17               | Мона Шалло (USA)           |
| 18               | Лінкі Бошофф (RSA)         |
| 19               | Сью Баркер (GBR)           |
| 20               | Діанне Фромгольтц (AUS)    |